# Понсонби, Артур, 11-й граф Бессборо
Артур Маунтифорт Лонгфилд Понсонби, 11-й граф Бессборо (англ. Arthur Mountifort Longfield Ponsonby, 11th Earl of Bessborough; 11 декабря 1912 — 5 апреля 2002) — британский пэр.

## Происхождение
Родился 11 декабря 1912 года. Единственный сын майора достопочтенного Сирила Майлза Брабазона Понсонби (1881—1915), второго сына Эдварда Понсонби, 8-го графа Бессборо, и его жены Риты Нарциссы Лонгфилд (1891—1977), дочери подполковника Маунтифорта Джона Кортни Лонгфилда.

## Образование и карьера
Он получил образование в школе Харроу в Лондоне и Тринити-колледже в Кембридже, который закончил со степенью бакалавра искусств. Позже он дослужился до звания капитана валлийской гвардии и участвовал во Второй мировой войне. В последние годы своей жизни он занимался сельским хозяйством в Рош Корт, Винтерслоу, Уилтшир.
5 декабря 1993 года после своего двоюродного брата, Фредерика Понсонби, 10-го графа Бессборо (1913—1993), не оставившего после себя наследников мужского пола, Артур Понсонби унаследовал титулы 11-го графа Бессборо (Пэрство Ирландии), 11-го барона Понсонби из Сайсонби в графстве Лестершир (Пэрство Соединённого королевства), 8-го барона Дунканнона из Бессборо в графстве Килкенни (Пэрство Соединённого королевства), 12-го виконта Дунканнона из замка Дунканнона в графстве Уэксфорд (Пэрство Ирландии) и 12-го барона Бессборо из Бессборо в графстве Килкенни (Пэрство Ирландии).

## Семья
28 июля 1939 года Артур Понсонби женился первым браком на Патриции Миннигероде (? — 12 сентября 1952 года), дочери полковника Фицхью Ли Миннигероде. У супругов было двое детей:
- Достопочтенный Майлз Фицхью Лонгфилд Понсонби (род. 16 февраля 1941)[1], позже 12-й граф Бессборо
- Леди Сара Понсонби (13 октября 1943 — 13 марта 2010)[1], художница и скульптор.

После смерти своей первой жены 20 сентября 1956 года он вторым браком женился на Анне Мари Голицыной (12 ноября 1916 — 27 ноября 2007; урожденная фон Слатин), бывшей жене принца Георга Голицына и дочери генерал-лейтенанта сэра Рудольфа Карла фон Слатина (барона фон Слатина). Они не имели детей и развелись в 1963 году.
Он женился в третий раз 17 декабря 1963 года на Мадлен Лоле Маргарет Гранд, дочери генерал-майора Лоуренса Дугласа Гранда. Дети от третьего брака:
- Достопочтенный Мэтью Дуглас Лонгфилд Понсонби (род. 27 января 1965)[1], женился на Джамили Эметт Сирл.
- Достопочтенный Чарльз Артур Лонгфилд Понсонби (род. 12 июля 1967)[1], женился на Дженнифер Вагхорн.

Леди Бессборо является основательницей Нового центра искусств, ранее располагавшегося на Слоан-стрит в Лондоне, который управляет парком скульптур и галереей Нового центра искусств в Рош-Корт, Уилтшир. Она является попечителем благотворительной организации Roche Court Educational Trust.
Лорд Бессборо скончался 5 апреля 2002 года, и ему наследовал его старший сын Майлз Понсонби, который стал 12-м графом Бессборо.